# Revisoren (film fra 1996)
|  | For andre betydninger, se Revisoren (flertydig) |
Revisoren (russisk: Ревизор, translit.: Revizor) er en russisk komediefilm fra 1996 instrueret af Sergej Gazarov. Filmen er baseret på Nikolaj V. Gogols skuespil fra 1836 af samme navn. 
I hovedrollerne er Jevgenij Mironov som "revisoren" Ivan Khlestakov, Nikita Mikhalkov, Marina Nejolova og Anna Mikhalkova. 

## Handling
Filmen foregår i en russisk provinsby i 1800-tallet. I byen florerer bestikkelse og magtmisbrug blandt byens embedsmænd, der pludselig for at vide, at en revisor er kommet til byen for at kigge regnskaberne efter. I virkeligheden er "revisoren" en underordnet embedsmand af den laveste grad fra Sankt Petersborg, der er strandet i byen, fordi han har mistet alle sine penge på vejen. Byens spidser varter "revisoren" op, og han tager gladeligt imod de mange gaver, der gives ham, hvorefter han drager afsted. Byens embedsmænd opdager dog, at de er blevet narret, og samtdig erfarer de, at en rigtig revisor er ankommet fra Sankt Petersborg ... 